# Yeoman Bontrup (schip, 1991)
De Yeoman Bontrup is een zelflossende bulkcarrier die vaart onder de Bahamaanse vlag. In 2010 werd een deel van het schip verwoest door een hevige brand.

## Bouw
Het schip werd in 1991 gebouwd in Japan door Hashihama Shipbuilding Co en werd afgewerkt door Tsuneishi Shipbuilding Co.

## Beschrijving
De Yeoman Bontrup heeft een totale lengte van 249,9 meter en een breedte van 38 meter. Het schip heeft een Gross Tonnage van 55.695 ton en haar draagkracht bedraagt 96.000 ton. De Yeoman Bontrup heeft vijf ruimen met een totaal laadvermogen van 100.000 ton. Het schip is een zelflossende bulkcarrier. Een complex systeem van transportbanden onder de vijf ruimen vervoeren de te lossen aggregaten naar een verticale lift die zich situeert vlak voor de accommodatie. Als de lading boven is aangekomen wordt de lading verzameld in de hopper. Deze hopper geleidt de lading naar een 84 meter lange transportband die loopt over een verstelbare arm. Deze arm wordt langs stuurboord- of bakboordzijde buitenboord gericht om zo de lading te lossen. Na de los-operatie wordt de arm terug binnenboord gehaald en wordt hij terug in zijn rustpositie gebracht. Dankzij dit systeem heeft de Yeoman Bontrup een loscapaciteit van maximaal 4.000 ton per uur.

## Geschiedenis en eigenaar
De Yeoman Bontrup (toen nog Western Bridge), haar zusterschip Yeoman Bridge en een andere (kleinere) zelflossende bulkcarrier Yeoman Bank werden initieel gebouwd voor het transport van ijzerertsen naar verschillende staalfabrikanten. De Yeoman Bontrup en de Yeoman Bridge waren respectievelijk tot 2002 en 2000 eigendom van Corus Group. Ze werden overgenomen door de Aggregate Industries UK Limited Group. Ze worden sindsdien enkel gebruikt voor het transport van zandsteen en graniet. Later werden de schepen overgenomen door het Nederlandse familiebedrijf Bontrup waar ze nu nog steeds voor varen. Ze worden geladen in Bremanger Quarry in Svelgen(een gemeente in Noorwegen) of Glensanda Quarry in Loch Linnhe (gelegen in Schotland) en lossen hun lading voornamelijk in Noord Europese havens in Nederland, Duitsland, België, Frankrijk en het Verenigd Koninkrijk. Volgens Graniet Import Benelux B.V., een aftakking van Bontrup, is de Yeoman Bontrup met haar jaarlijkse import van ongeveer 3 miljoen ton graniet en zandsteen de grootste leverancier van grondstoffen in de Amsterdamse haven.

## Incident
Op 2 juli 2010 brak een hevige brand uit op een van de transportbanden tijdens het laden van graniet in de haven van Glensanda aan de Schotse westkust. De brand werd veroorzaakt door laswerkzaamheden aan de hopper. Het vuur breidde zich snel uit en bereikte zo ook de accommodatie. Het duurde ongeveer 24 uur vooraleer de brand onder controle was. De machinekamer en de accommodatie brandden nagenoeg helemaal uit. De gehele crew werd geevacueerd en twee opvarenden werden overgebracht naar het ziekenhuis na inademing van de schadelijke rook.
De volledige machinekamer, accommodatie en transportband werden heropgebouwd op de Remontowa Shipyard in Gdansk. Op 3 april 2012 werd het schip terug in gebruik genomen.